# Red Dust (1932)
Red Dust is een Amerikaanse dramafilm uit 1932 onder regie van Victor Fleming. Destijds werd de film in Nederland uitgebracht onder de titel De gele hel.

## Verhaal
Dennis werkt op een plantage. Wanneer verstekeling Vantine bij hem op de boot komt wonen, moeten ze eerst aan elkaar wennen. Het bloeit tot een romance, totdat de getrouwde Barbara ook wel iets in hem ziet.

## Rolverdeling
| Acteur           | Personage      |
| ---------------- | -------------- |
| Clark Gable      | Dennis Carson  |
| Jean Harlow      | Vantine        |
| Gene Raymond     | Gary Willis    |
| Mary Astor       | Barbara Willis |
| Donald Crisp     | Guidon         |
| Tully Marshall   | McQuarg        |
| Forrester Harvey | Limey          |
| Willie Fung      | Hoy            |